# NGC 5104
NGC 5104 is een spiraalvormig sterrenstelsel in het sterrenbeeld Maagd. Het hemelobject werd op 12 april 1864 ontdekt door de Duitse astronoom Albert Marth.

## Synoniemen
- UGC 8391
- MCG 0-34-31
- ZWG 16.57
- IRAS13188+0036
- PGC 46633